# Sára Saudková

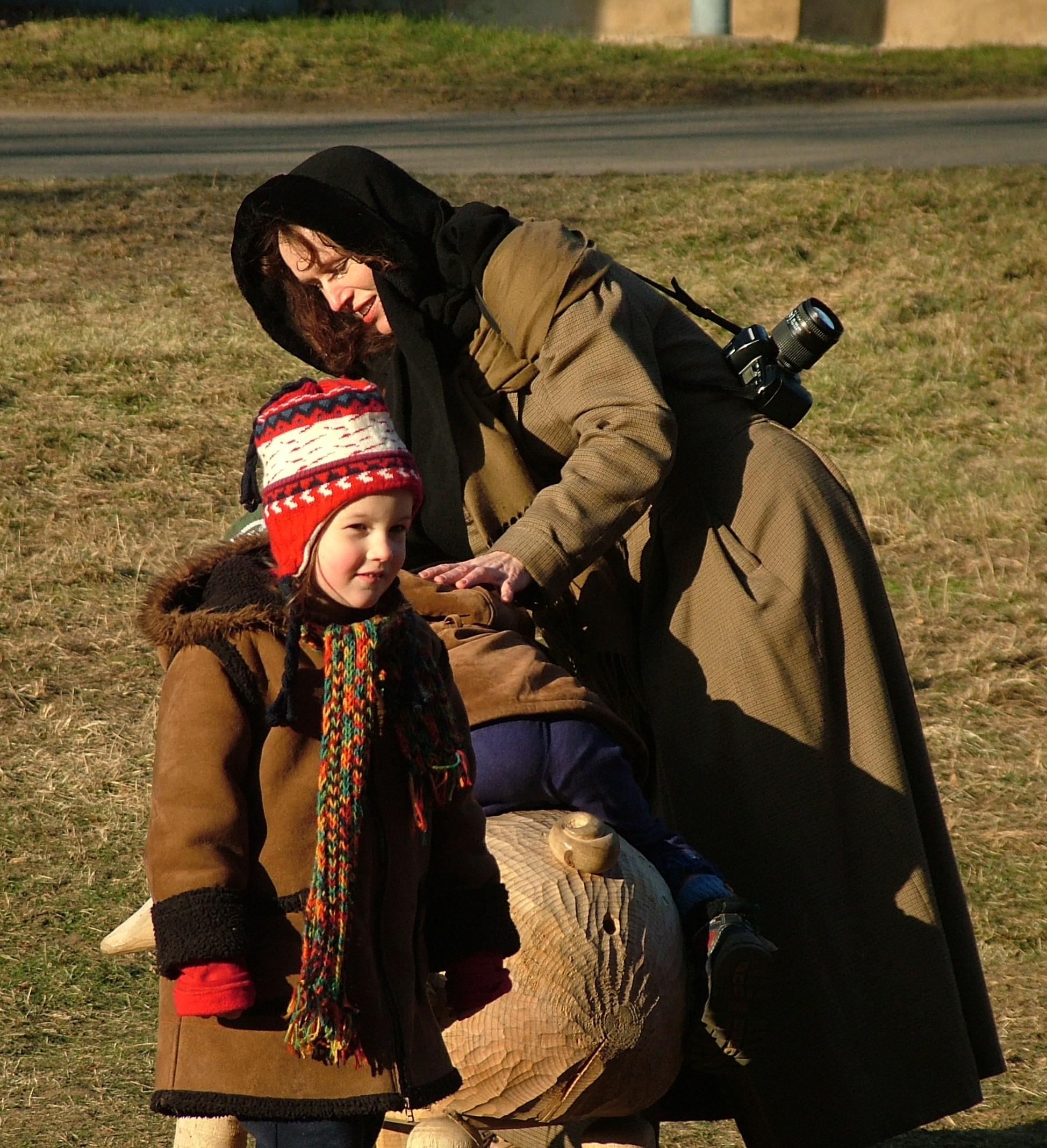
Sára Saudková fotografuje děti

Sára Saudková, původním jménem Šárka Směšná (* 14. dubna 1967, Zábřeh), je česká fotografka, spisovatelka a bývalá manažerka fotografa Jana Saudka. Fotografuje od roku 1999. 

## Životopis
Sára Saudková se narodila v Zábřehu na Moravě, je absolventkou Vysoké školy ekonomické v Praze, kterou absolvovala v roce 1990. Vystudovala Výrobně ekonomickou fakultu, obor Ekonomika práce. Právě na vysoké škole se poprvé setkala s dílem Jana Saudka, které ji zaujalo, neboť považovala jeho styl za originální. Chtěla se s ním setkat a tak se rozhodla napsat mu dopis. K jejich setkání došlo v roce 1991. Tehdy jsem za ním přišla s přáním podat mu ruku a poděkovat. No a já přišla a už jsem zůstala, řekla Sára v rozhovoru pro Studentský list.
Se synem Jana Saudka Samuelem má čtyři děti – Sáru, Samuela, Jana a Oskara. Se svými dětmi žije v Praze-Hlubočepích.

## Tvorba

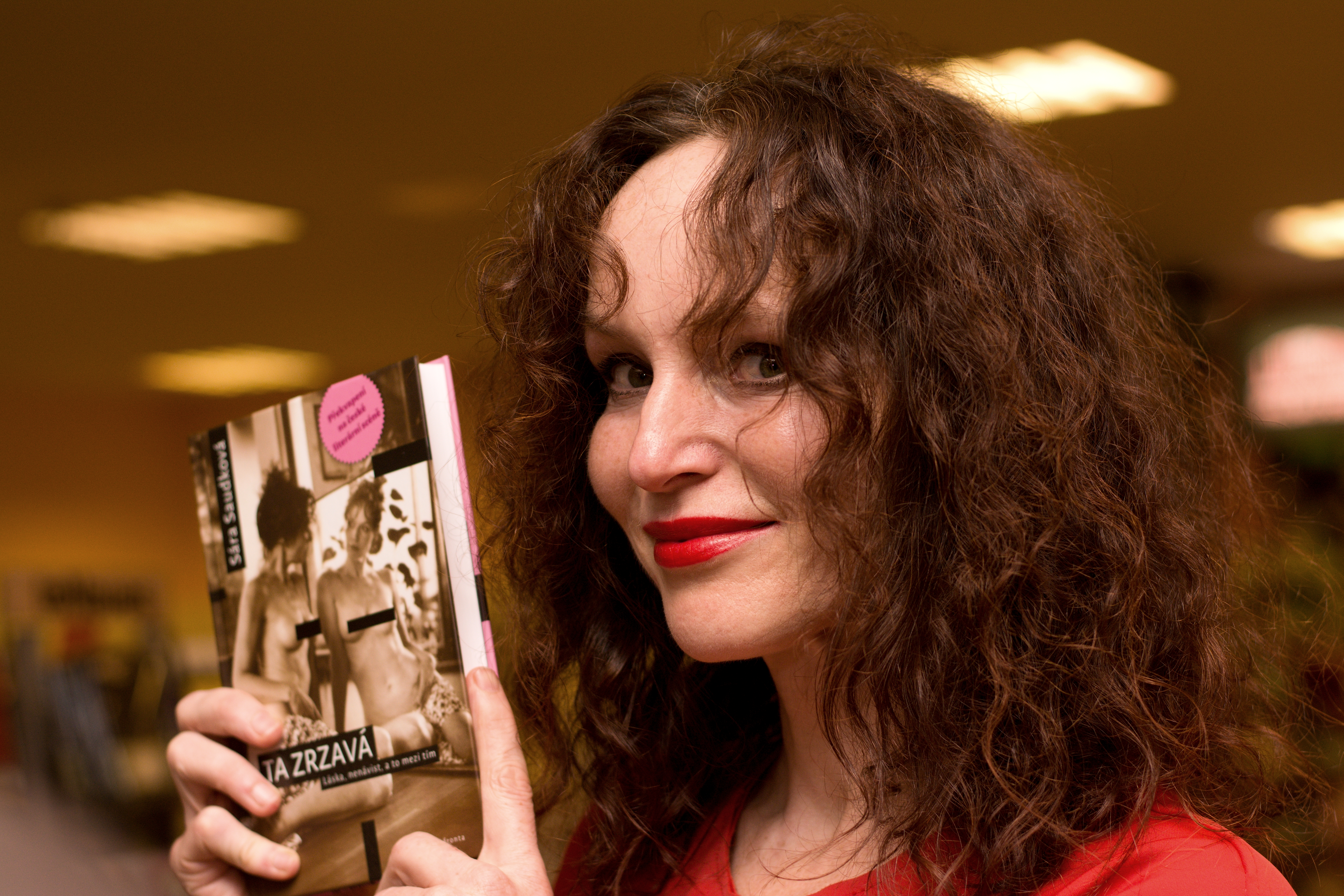
Sára Saudková se svou knihou Ta zrzavá

Sára Saudková fotografuje převážně akty. Po technické stránce se jedná hlavně o klasické, černobílé fotografie snímané na střední formát. Její počáteční tvorba byla ovlivněna tvorbou Jana Saudka, u kterého – jak sama říká – se vyučila, neboť není lepší školy. Postupně si našla svůj vlastní, velmi výrazný styl. Věnuje se výhradně volné tvorbě – inscenovanými fotografiemi dokumentuje vztahy mezi muži a ženami – loučení a čekání a to mezi tím: lásky, touhy nebo osamění. Její fotografie jsou velmi hravé, s erotickým nábojem.
Saudková píše též knihy. Vyšly jí Půlnoční pohádky (nakl. ALBATROS) pro děti, dále autobiografická knížka Ta zrzavá (nakl. Mladá fronta), Zpocená záda (nakl. Euromedia) o krizi úspěšného muže středního věku a temný kriminální román Déšť (nakl. Euromedia). Věnuje se v nich dramatickým vztahům, rafinovaným zápletkám a napínavým příběhům. Své prózy píše živým jazykem.

## Projekty
- Fotografie pro ABSOLUT VODKU „Absolut Sarah“, 2004 byla zařazena do umělecké sbírky Absolut
- Fotografie Pražské komorní filharmonie, Praha, 2006–2007
- Fotografie módy pro francouzský magazín umění-módy-designu BC (Be Contemporary) č. 2/2008
- Fotografie k 50. výročí bot značky Dr. Martens (kalendář 2010)
- Portréty 12 českých osobností pro D.I.C., 2010 – Miloš Forman, Jiří Suchý, Karel Gott, Jiřina Bohdalová & Simona Stašová, Hana Maciuchová, Ivana Chýlková, Antonín Panenka, Chantal Poullain, Lukáš Pollert, Alena Šeredová, Vlastimil Harapes

## Výstavy
- 2000
  - Galerie Krisal, Ženeva
  - Galerie Masson, Zlín

- 2001
  - Galerie G 4, Cheb
  - Galerie Michalský dvor, Bratislava

- 2002
  - Galerie Mona Lisa, Olomouc
  - Východoslovenská galéria, Košice
  - Galerie Pyramida, Praha

- 2003
  - Zámecká galerie Chagall, Karviná
  - Pražský dům fotografie, Praha

- 2004
  - Manes Art Prague, Praha
  - Výtvarné centrum Chagall Ostrava
  - Výstavní síň Foma Bohemia, Hradec Králové

- 2005
  - Foto Art Festival Bílsko-Bělá
  - Galerie A3, Moskva
  - Výtvarné centrum Chagall, Karviná

- 2006
  - Stará galerie – Svaz polských fotografů, Warszawa
  - Mezinárodní fotobienále, Brescia
  - In focus, Köln am Rhein
  - Fotomuseum, Leipzig
  - Výstavní síň Viléma Wünscheho, Havířov
  - Dům fotografie, Český Krumlov

- 2007
  - Staroměstská radnice, Praha
  - Městské muzeum, Plzeň
  - Muzeum Vysočiny, Jihlava
  - Zámek Josefa Bartoně-Dobenína, Nové Město nad Metují (ČR)
  - Zámecká galerie, Kladno (ČR)
  - Galerie Špalíček, Brno (ČR)
  - Hybernia, Praha (ČR)

- 2008
  - Palaice Tokyo, Paříž (Fr)
  - Panský dům, Kynšperk nad Ohří (ČR)
  - Malovaný dům, Třebíč (ČR)
  - Muzeum Vysočiny, Jihlava (ČR)
  - Galerie Velvet, Bojnice (SR)

- 2009
  - Kotva, Praha (ČR)
  - Městská galerie Frenštát pod Radhoštěm (ČR)
  - Muzeum Rýmařov (ČR)
  - Velvet Kelly Gallery, Žilina (SK)
  - Vltavotýnské výtvarné dvorky-Městská galerie Týn nad Vltavou (ČR)
  - Fotogaléria NOVA, Košice (SK)
  - Cathedrale, Praha (ČR)

- 2010
  - Flemmichova vila, Krnov (ČR)
  - Městská galerie U Zlatého slunce, Týn nad Vltavou (ČR)
  - Výtvarné centrum Chagall, Ostrava (ČR)
  - Muzeum Vysočiny, Jihlava (ČR)